# Maansnuituil
De maansnuituil (Zanclognatha lunalis) is een nachtvlinder uit de familie van de spinneruilen (Erebidae). De voorvleugellengte bedraagt tussen de 14 en 17 millimeter. De soort komt verspreid over het Palearctisch gebied voor. Hij overwintert als rups. De rups van de maansnuituil leeft van verdorde bladeren.

## Voorkomen in Nederland en België
De maansnuituil is in Nederland en België een zeer zeldzame soort. De vlinder kent één generatie die vliegt van juni tot halverwege augustus.